# Saccharosydne
Saccharosydne – rodzaj pluskwiaków z rodziny szydlakowatych i podrodziny Delphacinae.
Rodzaj ten opisał jako pierwszy George Willis Kirkaldy w 1907 roku, wyznaczając jego gatunkiem typowym Delphax saccharivora.
Pluskwiaki o smukłym, wydłużonym ciele. Znacznie węższa od przedplecza głowa jest w widoku bocznym kanciasta. Na długim, wąskim, wystającym znacznie przed oczy ciemieniu rozwidla się żeberko środkowe. Na przedpleczu boczne żeberka sięgają jego tylnej krawędzi. Żyłka kubitalna rozwidla się na tegminach bliżej nasady niż żyłki radialnej. Narządy rozrodcze samców z prawie walcowatym pygoforem, paramerami skierowanymi grzbietowo-ogonowo i długim, skręconym w pygoforze edeagusem.
Dorosłe i nimfy żerują głównie na trawach, notowane też z czosnku. 
Rodzaj zasiedla Amerykę Południową i Centralną, Karaiby, Japonię, Indie i dalekowschodnią Rosję.
Należą tu następujące gatunki:
- Saccharosydne brevirostris Muir, 1926
- Saccharosydne gracilis Muir, 1926
- Saccharosydne ornatipennis Muir, 1926
- Saccharosydne procerus Matsumura, 1931
- Saccharosydne rostrifrons (Crawford, 1914)
- Saccharosydne saccharivora (Westwood, 1833)
- Saccharosydne subandina Remes Lenicov et Rossi Batiz, 2010
- Saccharosydne viridis Muir, 1926